# روبرت فولك
روبرت فولك (بالإنجليزية: Robert Folk)‏ هو موزع وملحن وكاتب أغاني أمريكي، ولد في 5 مارس 1949 في نيويورك في الولايات المتحدة.

## وصلات خارجية
- الموقع الرسمي
- روبرت فولك على موقع IMDb (الإنجليزية)
- روبرت فولك على موقع ألو سيني (الفرنسية)
- روبرت فولك على موقع ميوزك برينز (الإنجليزية)
- روبرت فولك على موقع أول موفي (الإنجليزية)
- روبرت فولك على موقع قاعدة بيانات الأفلام السويدية (السويدية)
- روبرت فولك على موقع قاعدة بيانات الأفلام السويدية (السويدية)
- روبرت فولك على موقع ديسكوغز (الإنجليزية)
- روبرت فولك على موقع قاعدة بيانات الفيلم (الإنجليزية)
- روبرت فولك على موقع كينوبويسك (الروسية)